# عاطفه‌گرایی
عاطفه‌گرایی (به انگلیسی: Emotivism)، یک نظریه فرااخلاقی بوده و مدعی است که جملات اخلاقی نشانگر گزاره‌های منطقی نیستند، بلکه بیان کننده رویه‌های احساسی اند. از این‌رو، در زبان عامیانه به «نظریه هورا/بو» نیز معروف است. این نظریه که تحت تأثیر رشد فلسفه تحلیلی و اثبات‌گرایی منطقی در قرن بیستم میلادی قرار داشت، به‌طور روشن در کتاب «زبان، حقیقت و منطق» آلفرد جی آیر در ۱۹۳۶ میلادی ذکر شد، اما توسعه خود را بیشتر مدیون «سی.ال. استیونسون» است.
عاطفه‌گرایی را می‌توان نوعی از غیرشناخت‌گرایی یا بیان‌گرایی پنداشت. هرچند این نظریه در مقابل سایر انواع غیرشناخت‌گرایی (چون «شبه-واقع‌گرایی»‏ و تجویزگرایی عام) و هم‌چنین تمامی انواع شناخت‌گرایی (شامل واقع‌گرایی اخلاقی و «ذهنیت‌گرایی اخلاقی») قرار دارد.
عاطفه‌گرایی در دهه ۱۹۵۰ میلادی به شکلی تغییر یافته و در قالب تجویزگرایی عام مربوط به آر.ام. هیر ظاهر شد.

## تاریخچه

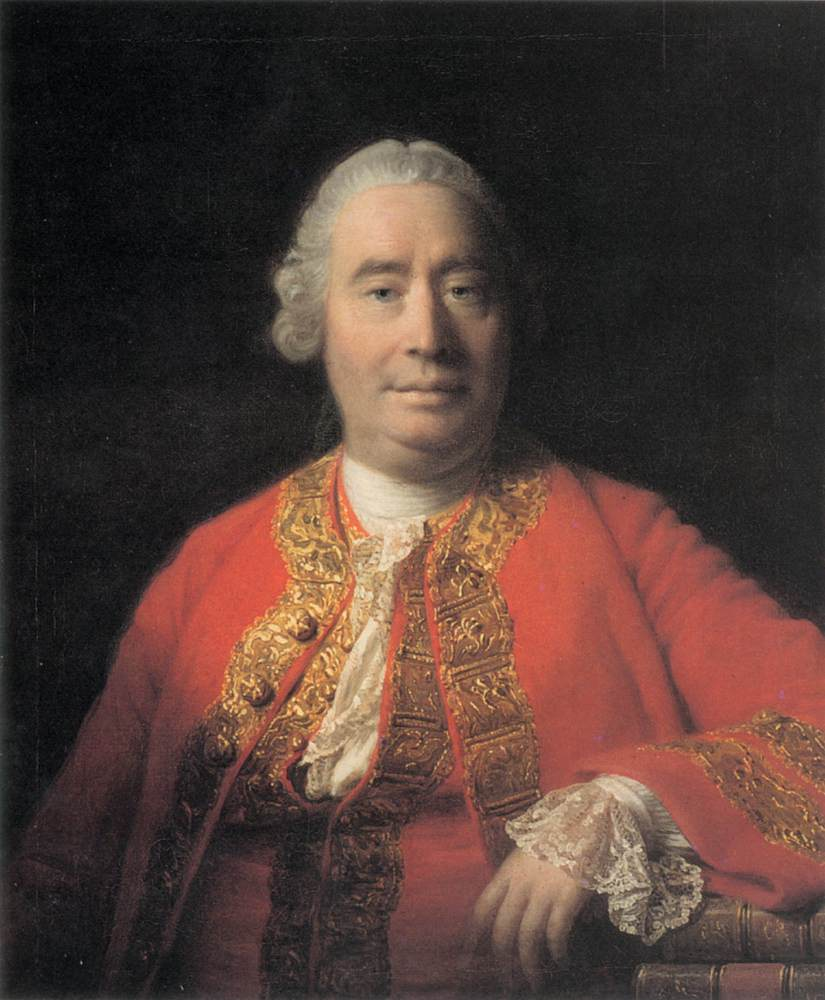
جملات دیوید هیوم در مورد اخلاقیات، از پیش سخنان عاطفه‌گرایان قرن بیستم میلادی را خبر می‌داد.

عاطفه‌گرایی با این‌که از قرن‌ها پیش متولد شده بود، اما در قرن بیستم میلادی به شهرت رسید. جرج بارکلی در ۱۷۱۰ میلادی نوشت که زبان هم می‌تواند برای برانگیختن عواطف و هم برای شریک ساختن ایده‌ها استفاده گردد. دیوید هیوم دهه‌ها بعد از نظریاتی مشابه با نظریات متأخر استیونسون پشتیبانی کرد. هیوم در کتاب خود با عنوان «کاوشی در مبانی اخلاقی» در ۱۷۵۱ میلادی، اخلاقیات را مرتبط با حقیقت ندانست، بلکه آن را «تعیین شده توسط احساسات» در نظر گرفت:
ما باید در تأملات اخلاقی، از قبل با تمامی اشیا و رابطه هر کدام از آن‌ها با یکدیگر آشنایی داشته باشیم؛ سپس با مقایسه تمامی آن‌ها با یکدیگر انتخاب یا تصمیم خود را بسازیم. … هر گاه این را نادیده بگیریم که یک مرد پرخاش‌گر بوده‌است یا نه، چگونه می‌توانیم بدانیم شخصی که او را به قتل رسانده‌است مجرم است یا بی‌گناه؟ اما بعد از این‌که تمامی شرایط و روابط دانسته شد، دیگر چیزی برای دانستن باقی‌نمانده و هیچ شیئی وجود نخواهد داشت که فهم بتواند بر رویش عمل کند. تصمیم یا تقصیر که در پی این فرایند گرفته خواهد شد، کار داوری نیست بلکه کار قلب است؛ هم‌چنین، یک گزاره گمانه‌زنی یا تصدیقی نیست، بلکه یک احساس فعال یا عاطفه است.
جرج ادوارد مور کتاب خود با عنوان اصول اخلاق را در ۱۹۰۳ میلادی منتشر ساخته و در آن استدلال نمود که «طبیعت‌گرایان اخلاقی» با تلاش‌شان برای ترجمه اصطلاحات اخلاقی (همچون خوب و بد) به اصطلاحات غیراخلاقی (همچون خوشایند و ناخوشایند) مرتکب «مغالطه طبیعت‌گرایانه» شدند. مور خود یک شناخت‌گرا بود اما نظریات او در رابطه با طبیعت‌گرایی اخلاقی باعث شد تا فیلسوفان زیادی به‌سوی غیرشناخت‌گرایی به‌ویژه عاطفه‌گرایی روی آورند.
ظهور اثبات‌گرایی منطقی و ملاک اثبات‌پذیری آن در اوایل قرن بیستم میلادی باعث شد تا برخی فیلسوفان به این نتیجه برسند که اثبات جملات اخلاقی از نظر شناختی، به دلیل این‌که به لحاظ تجربی قابل بررسی نیستند، بی‌معنی است. این معیار، پایه اساسی دفاعیه آلفرد جی. آیر از اثبات‌گرایی را در کتاب وی؛ زبان، حقیقت و منطق شکل می‌دهد که شامل بیانیه وی در مورد عاطفه‌گرایی نیز می‌شود. با این حال، اثبات‌گرایی اساساً برای خود عاطفه‌گرایی ضروری نیست، شاید حتی در فرم آیر هم چنین نباشد، هم‌چنین برخی اثبات‌گرایان دیگر در حلقه وین که تأثیر به‌سزایی بر آیر داشتند نیز نظریات غیر عاطفه‌گرایانه‌ای داشتند.
آر. ام. هیر نظریه اخلاقی تجویزگرایی عام خود را در کتاب ۱۹۵۲ خود تحت عنوان زبان اخلاقیات، خواسته خود مبنی بر دفاع از اهمیت استدلال اخلاقی منطقی علیه «پروپاگاندایی» که به‌نظر او از سوی استیونسون ترویج یافته بود برملا نموده و می‌گفت استدلال اخلاقی بعضاً روان‌شناختی است، نه منطقی. اما مخالفت هیر جهانی نبود و شباهت‌هایی میان نظریه غیرشناختی وی و نظریه عاطفه‌گرایی — به ویژه این ادعای وی و ادعای استیونسون که داوری‌های اخلاقی حاوی اوامر بوده و خالص نیستند — وجود داشت. این باعث شد تا برخی‌ها او را عاطفه‌گرا بپندارند، چیزی که خود او رد می‌کند:
من نظریات عاطفه‌گرایان در رابطه به رد توصیف‌گرایی را دنبال نمودم و می‌نمایم. هرچند بیشتر افراد من را عاطفه‌گرا می‌دانند، اما من هیچگاه یک عاطفه‌گرا نبودم. اما برخلاف اکثریت طرفداران آن‌ها، به نظر من چیزی که آن‌ها اشتباه می‌کردند، غیر خردگرایی آن‌ها بود نه غیر توصیف‌گراییشان؛ بنابراین وظیفه اصلی من این بود تا نوعی از غیر توصیف‌گرایی خردگرایانه را دریابم و این امر مرا به این نتیجه رساند که احکام که ساده‌ترین نوع تجویز هستند، با این حال که توصیفی نیستند، اما ممکن است در معرض محدودیت‌های منطقی قرار داشته باشند.

## طرفداران
بیانیه‌های اثر گذارعاطفه‌گرایی توسط چارلز کی. آگدن و آی. ای. ریچاردز در کتاب زبان‌شناسی‌شان تحت عنوان «معنای معنی» که در ۱۹۲۳ میلادی منتشر شد و توسط «وی.اچ.اف. بارنز» و «ای. دانکن جنوز» در آثار مستقل‌شان در ارتباط با اخلاقیات که در ۱۹۳۴ میلادی منتشر شد، بیان شده‌است. با این حال، کارهای اخیر آیر و به ویژه استیونسون است که توسعه‌یافته‌ترین و بحث‌شده‌ترین دفاعیات این نظریه را شکل می‌دهند.

### ای.جی. آیر
نسخه ای. جی. آیر از عاطفه‌گرایی در فصل ششم «نقدی بر اخلاقیات و الهیات» کتاب وی؛ زبان، حقیقت و منطق بیان شده‌است. آیر در آن فصل «سیستم عادی اخلاقیات» را به چهار دسته تقسیم می‌کند:
1. «گزاره‌هایی که تعریف اصطلاحات اخلاقی یا قضاوت‌ها در مورد اعتبار یا ممکن بودن تعریفات را بیان می‌کنند»
2. «گزاره‌های که پدیدارهای تجربیات اخلاقی و علتشان را توصیف می‌کنند»
3. «ترغیب به فضیلت اخلاقی»
4. «داوری‌های اخلاقی واقعی»[۱۱]

او بر گزاره‌های دسته اول تمرکز می‌کند، یعنی داوری‌های اخلاقی را که می‌گوید گزاره‌های دسته دومی مرتبط به علم است، گزاره‌های دسته سوم صرفاً اوامر بوده و گزاره‌های دسته چهارم (که مربوط به اخلاق هنجاری در نظر گرفته شده‌اند و با فرااخلاق مخالف است) برای فلسفه اخلاق بیش از حد ملموس اند. با این حال که گزاره‌های دسته سوم در نسخه عاطفه‌گرایی آیر غیر مرتبط پنداشته می‌شدند، اما آن‌ها بعدتر نقش مهمی در عاطفه‌گرایی استیونسون پیدا کردند.
آیر استدلال می‌نماید که داوری‌های اخلاقی را نمی‌توان با یک دید غیراخلاقی و تجربی ترجمه نمود و بنابراین غیرقابل اثبات هستند؛ وی از این لحاظ با شهودگراهای اخلاقی موافق است. تفاوت او با شهودگراها در این است که وی قوه شهود را برای تعیین حقایق اخلاقی «بی‌ارزش» می‌داند، چون قوه شهود یک شخص اغلب قوه شهود شخص دیگر را نفی می‌کند. به جای آن، آیر این‌گونه نتیجه‌گیری می‌نماید که مفاهیم اخلاقی «تنها مفاهیم کاذب» هستند:
حضور یک نماد اخلاقی در یک گزاره به محتوای حقیقی آن نمی‌افزاید؛ بنابراین اگر من بگویم: «تو با دزدیدن پول کار نادرستی کردی» من چیزی بیشتر از این نگفته‌ام که «تو آن پول را دزدیدی». با اضافه کردن این‌که این عمل نادرست است، من چیزی زیادی درمورد آن اضافه نمی‌کنم. من تنها نارضایتی اخلاقی خود را از این کار برملا می‌کنم. اگر این جمله که من گفتم «تو آن پول را دزدیدی» را با یک لحن غیرعادی و خشونت‌آمیز بگویم یا آن را با اضافه کردن چند علامت تعجب بنویسم نیز تفاوتی ندارد. … اگر من جمله‌ای که قبلاً گفتم را به‌طور کلی بنویسم و بگویم «دزدیدن پول نادرست است»، من جمله‌ای را تولید می‌کنم که معنای حقیقی ندارد، یعنی هیچ‌گزاره‌ای که نشان دهد صادق یا کذب است وجود ندارد. … من صرفاً برخی از عواطف اخلاقی را بیان می‌کنم.
آیر با ذهنیت‌گرایان در این امر توافق نظر دارد که احکام اخلاقی لزوماً به رویه‌های فردی مرتبط است، اما آیر می‌گوید که آن‌ها فاقد ارزش درستی هستند، چون نمی‌توان آن‌ها را به درستی به عنوان گزاره‌هایی که رویه‌ها را توصیف می‌کند درک کرد؛ آیر بر این عقیده است که جملات اخلاقی عبارت اند نه ادعا.

## ارجاعات
1. ↑  "Emotivism | philosophy". Encyclopedia Britannica (به انگلیسی). Retrieved 2020-05-28.
2. ↑  Philosophy of Meaning, Knowledge and Value in the Twentieth Century: Routledge History of Philosophy. Routledge. 2012. ISBN 978-1-134-93572-7.
3. ↑  Pepper, Ethics, 277: "[Emotivism] was stated in its simplest and most striking form by A. J. Ayer."
4. ↑  Brandt, Ethical Theory, 239, calls Stevenson's Ethics and Language "the most important statement of the emotive theory", and Pepper, Ethics, 288, says it "was the first really systematic development of the value judgment theory and will probably go down in the history of ethics as the most representative for this school."
5. ↑  "quasi-realism". Oxford Reference (به انگلیسی). Retrieved 2020-05-28.
6. ↑  Zangwill, Nick (1993). "Quasi-Realist Explanation". Synthese. 97 (3): 287–296. doi:10.1007/BF01064071. ISSN 0039-7857. JSTOR 20117846. S2CID 46955963.
7. ↑  Brandt, Ethical Theory, 221: "A recent book [The Language of Morals] by R. M. Hare has proposed a view, otherwise very similar to the emotive theory, with modifications …"
8. ↑  Hume, Enquiry, "Appendix I. Concerning moral sentiment"
9. ↑  "Ethics - Existentialism". Encyclopedia Britannica (به انگلیسی). Retrieved 2020-05-28.
10. ↑  Seanor et al. , Hare and Critics, 210. After Wilks, Emotion, 79.
11. ↑  Ayer, Language, 103
12. ↑  Ayer, Language, 106
13. ↑  Ayer, Language, 107